# Wii Shop Channel
Wii Shop Channel – platforma dystrybucji cyfrowej stworzona przez Nintendo dla konsoli Nintendo Wii i uruchomiona 19 listopada 2006 roku. Sklep dostępny był też w ramach wstecznej kompatybilności na konsoli Wii U. 
Wii Shop Channel udostępniał użytkownikom gry komputerowe (zarówno w wersji cyfrowej dostępne wyłącznie przez sklep, jak i te dostępne również fizycznie na nośniku), wersje demonstracyjne gier, aktualizacje na fizycznych nośnikach, filmy (przeważnie animacje), wiadomości nt. gier oraz zwiastuny i inne klipy o grach pochodzące od producentów oraz usługę Virtual Console. Sklep został zamknięty 30 stycznia 2019 roku. 